# هيديكي إشيغا
هيديكي إشيغا (باليابانية: 石毛 秀樹) (21 سبتمبر 1994 في فوجي في اليابان – )؛ هو لاعب كرة قدم ياباني سابق كان يلعب كلاعب وسط.

## وصلات خارجية
- هيديكي إشيغا على موقع الاتحاد الدولي (مؤرشف)  (الإنجليزية)
- هيديكي إشيغا على موقع رابطة كرة القدم اليابانية للمحترفين (اليابانية)
- هيديكي إشيغا على موقع قاعدة بيانات كرة القدم.إي يو (الإنجليزية)
- هيديكي إشيغا على موقع Soccerway.com (الإنجليزية)
- هيديكي إشيغا على موقع عالم كرة القدم.نت (الإنجليزية)
- هيديكي إشيغا على موقع كووورة